# جنبش ضد هسته‌ای در آلمان

«خورشید خندان» – نماد جنبش ضد هسته‌ای

جنبش ضد هسته‌ای در آلمان یک جنبش اجتماعی است که در دههٔ ۱۹۷۰ شکل گرفت و با استفادهٔ غیرنظامی از انرژی هسته‌ای مخالفت می‌ورزد. در مقایسه با دیگر کشورهای اروپایی، جنبش ضدهسته‌ای آلمان به‌ویژه با قدرت و استمرار خود شناخته می‌شود. این جنبش یشینه‌ای طولانی دارد که به اوایل دههٔ ۱۹۷۰ بازمی‌گردد، زمانی که تظاهرات گسترده مانع از ساخت یک نیروگاه هسته‌ای در ویهل شد. اعتراضات ویهل نمونه‌ای بود از چالشی محلی علیه صنعت هسته‌ای با استفاده از اقدام مستقیم و نافرمانی مدنی. پلیس به استفادهٔ غیرضروری از خشونت متهم شد. موفقیت جنبش ضدهسته‌ای در ویهل الهام‌بخش مخالفت‌های مشابه در سراسر آلمان غربی، دیگر نقاط اروپا و آمریکای شمالی شد. چند سال بعد، اعتراضاتی علیه تصمیم دو مسیر ناتو در آلمان غربی شکل گرفت که به تأسیس حزب سبز منجر شد.

در سال ۱۹۸۶، بخش‌های وسیعی از آلمان تحت تأثیر آلایش هسته‌ای ناشی از فاجعهٔ چرنوبیل قرار گرفتند و مردم آلمان تلاش زیادی برای مقابله با این آلودگی انجام دادند. موضع ضد هسته‌ای آلمان در نتیجهٔ این حادثه تقویت شد. از اواسط دههٔ ۱۹۹۰ به بعد، اعتراضات ضد هسته‌ای عمدتاً متوجه انتقال پسماندهای رادیواکتیو در "کانتینرهای کَستور" بود. 

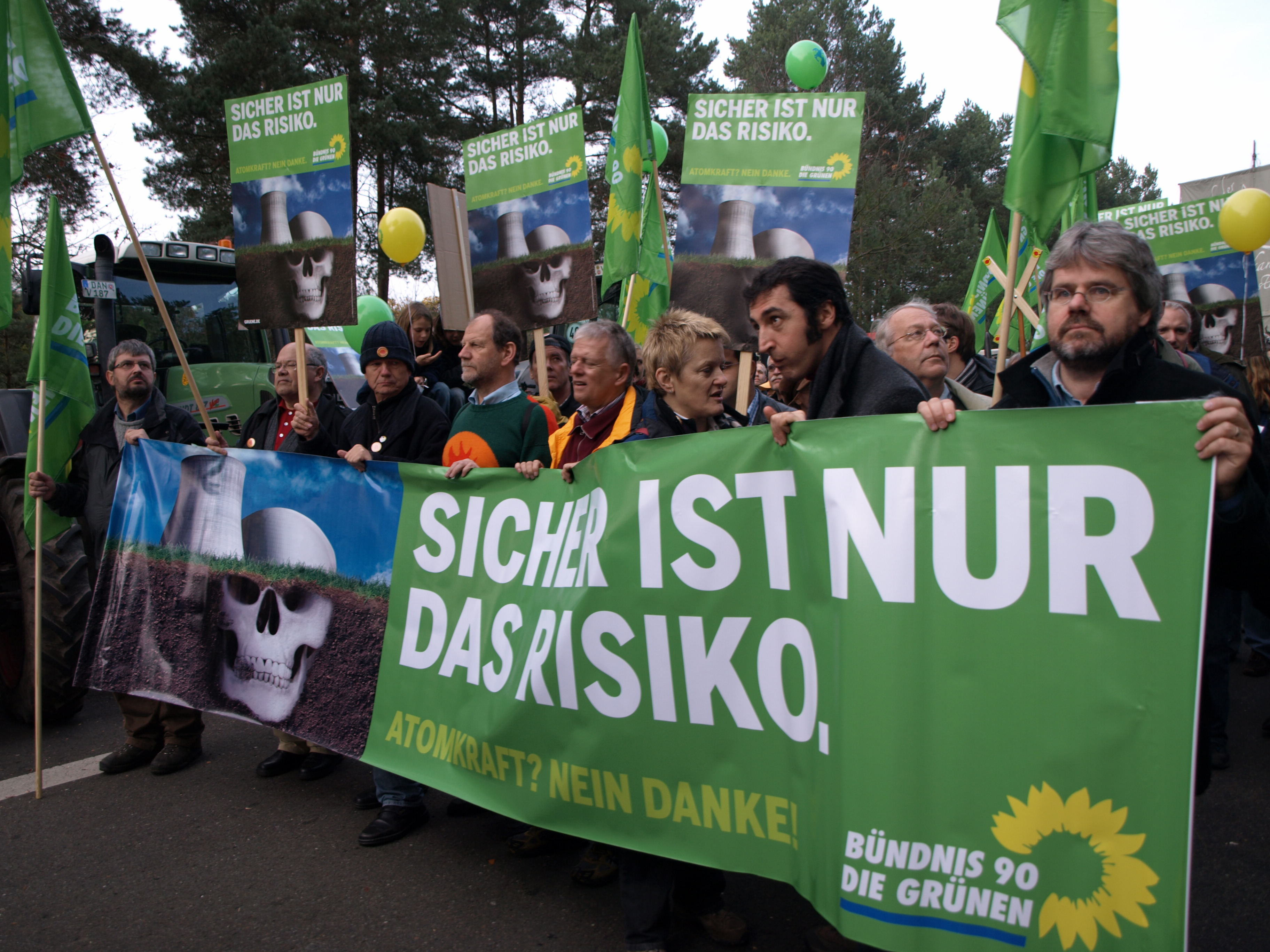
معترضان ضد هسته‌ای از حزب اتحاد ۹۰/سبزها در نزدیکی یک مرکز دفن ضایعات هسته‌ای در گورلبن، شمال آلمان، ۸ نوامبر ۲۰۰۸. روی پلاکارد نوشته شده است: «تنها چیزی که قطعی است، خطر آن است. انرژی هسته‌ای؟ نه، متشکریم!»

در سپتامبر ۲۰۱۰، سیاست دولت آلمان بار دیگر به‌سوی حمایت از انرژی هسته‌ای گرایش یافت و این موضوع موجی از احساسات ضد هسته‌ای تازه را در برلین و دیگر نقاط کشور برانگیخت. در ۱۸ سپتامبر ۲۰۱۰، ده‌ها هزار نفر دفتر صدراعظم آنگلا مرکل را محاصره کردند. در اکتبر همان سال، ده‌ها هزار نفر در مونیخ دست به اعتراض زدند. در نوامبر ۲۰۱۰ نیز تظاهرات خشونت‌باری علیه قطاری که حامل پسماندهای بازفرآوری‌شدهٔ هسته‌ای بود، برگزار شد.
در روزهای پس از حادثهٔ اتمی فوکوشیما در مارس ۲۰۱۱، اعتراضات گستردهٔ ضد هسته‌ای در آلمان برگزار شد. آنگلا مرکل به‌سرعت «ممنوعیتی سه‌ماهه برای تمدیدهای پیش‌تر اعلام‌شدهٔ عمر نیروگاه‌های هسته‌ای آلمان اعمال کرد و هفت راکتور از ۱۷ راکتوری را که از سال ۱۹۸۱ فعال بودند، تعطیل نمود». اعتراضات ادامه یافت و در ۲۹ مهٔ ۲۰۱۱، دولت مرکل اعلام کرد که تا سال ۲۰۲۲ تمام نیروگاه‌های هسته‌ای کشور را تعطیل خواهد کرد. در نخستین سالگرد فاجعهٔ فوکوشیما، در مارس ۲۰۱۲، اعتراضات ضد هسته‌ای دیگری در آلمان برگزار شد. به گفتهٔ برگزارکنندگان، بیش از ۵۰٬۰۰۰ نفر در شش منطقهٔ مختلف در این اعتراضات شرکت کردند.
در آوریل ۲۰۲۳، آخرین نیروگاه‌های هسته‌ای آلمان فعالیت خود را متوقف کردند. منتقدان اظهار داشته‌اند که این تعطیلی‌ها موجب شده آلمان تا حد زیادی به سوخت‌های فسیلی برای تولید عمدهٔ انرژی خود وابسته شود؛ عمدتاً زغال‌سنگ استخراج‌شده در داخل کشور و گاز طبیعی وارداتی که بخش زیادی از آن از روسیه تأمین می‌شود.

## پس از فوکوشیما

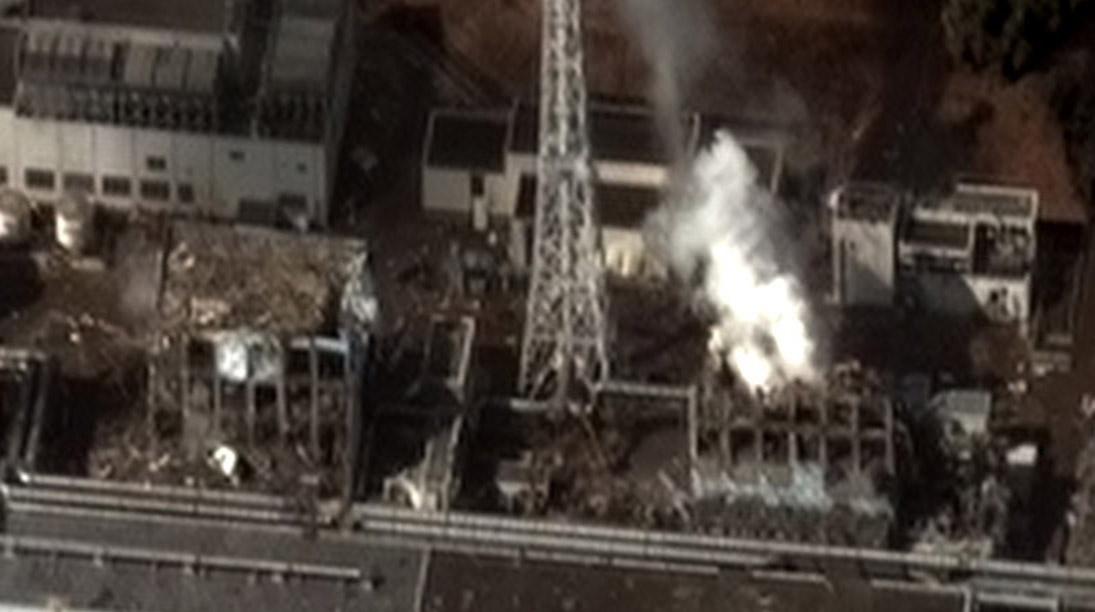
حادثهٔ فوکوشیما در ژاپن در سال ۲۰۱۱، که بدترین حادثهٔ هسته‌ای در ۲۵ سال گذشته بود، باعث آوارگی ۵۰٬۰۰۰ خانوار شد، زیرا پرتوهای رادیواکتیو به هوا، خاک و دریا نشت کرد. بررسی‌های پرتوزایی باعث ممنوعیت صادرات برخی سبزیجات و ماهی‌ها شد.

در پی حادثهٔ اتمی فوکوشیما، مخالفت عمومی با انرژی هسته‌ای شدت گرفت. در تاریخ ۱۲ مارس ۲۰۱۱، حدود ۶۰٬۰۰۰ آلمانی در تظاهراتی شرکت کردند و زنجیره‌ای انسانی به طول ۴۵ کیلومتر از اشتوتگارت تا نیروگاه نکاروشتایم تشکیل دادند. در ۱۴ مارس، ۱۱۰٬۰۰۰ نفر دیگر در ۴۵۰ شهر آلمان علیه انرژی هسته‌ای تظاهرات کردند و نظرسنجی‌ها نشان داد که ۸۰٪ آلمانی‌ها با تمدید استفاده از انرژی هسته‌ای توسط دولت مخالف‌اند. در ۱۵ مارس ۲۰۱۱، آنگلا مرکل اعلام کرد که هفت نیروگاه هسته‌ای که پیش از سال ۱۹۸۰ راه‌اندازی شده‌اند، به‌طور موقت تعطیل خواهند شد و این فرصت برای بررسی تسریع در تجاری سازی انرژی‌های تجدید پذیر مورد استفاده قرار خواهد گرفت. مرکل عملاً تصمیم قبلی خود برای ادامه بهره‌برداری از نیروگاه‌های قدیمی فراتر از عمر طراحی‌شان را لغو کرد.
برخی از طرفداران پیشین انرژی هسته‌ای مانند آنگلا مرکل، گیدو وستروله و اشتفان ماپوس موضع خود را تغییر دادند، با این حال، ۷۱٪ از مردم این تغییر را تاکتیکی و مرتبط با انتخابات پیشِ‌روی ایالتی دانستند. در بزرگ‌ترین تظاهرات ضد هسته‌ای که تاکنون در آلمان برگزار شده است، حدود ۲۵۰٬۰۰۰ نفر در ۲۶ مارس ۲۰۱۱ با شعار «فوکوشیما یادآوری می‌کند – همهٔ نیروگاه‌های هسته‌ای را خاموش کنید» به خیابان‌ها آمدند. در انتخابات ایالتی ۲۷ مارس در بادن-وورتمبرگ و راینلاند-فالتس، حزب سبز به‌دلیل موضع دیرینه‌اش علیه انرژی هسته‌ای، سهم قابل توجهی از آرا را کسب کرد و در انتخابات بادن-وورتمبرگ به دومین حزب بزرگ تبدیل شد.

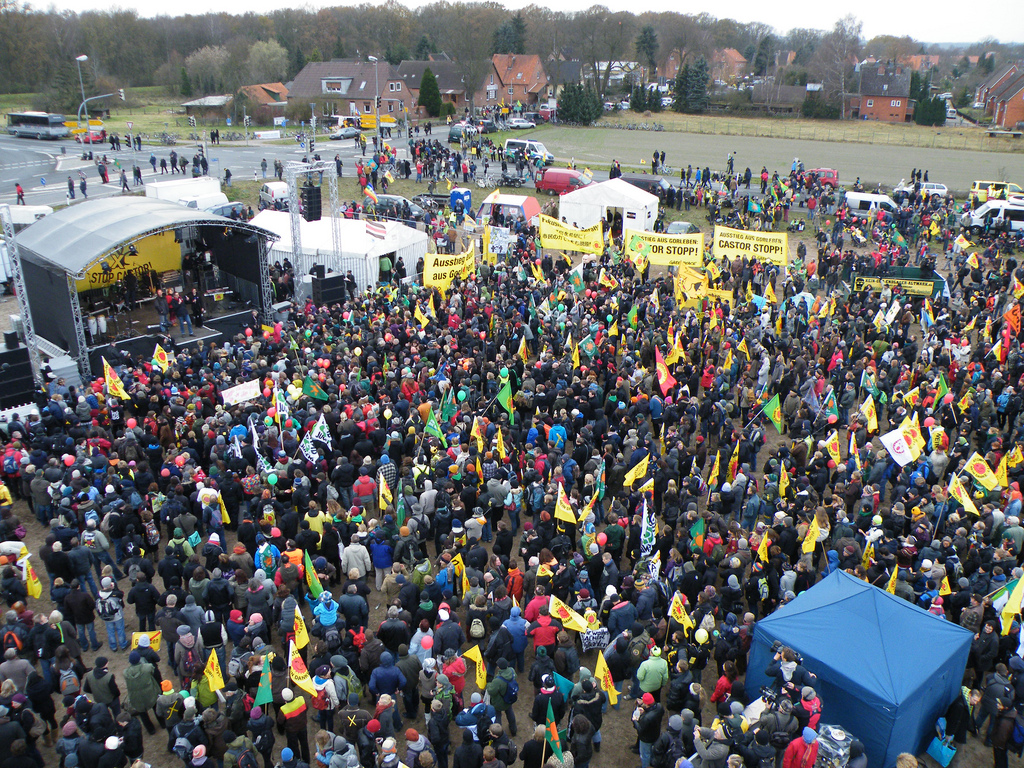
تظاهرات کاستور در داننبرگ، نوامبر ۲۰۱۱

در مارس ۲۰۱۱، بیش از ۲۰۰٬۰۰۰ نفر در چهار شهر بزرگ آلمان در تظاهرات ضد هسته‌ای شرکت کردند؛ این رویداد در آستانهٔ انتخابات ایالتی برگزار شد. برگزارکنندگان آن را بزرگ‌ترین تظاهرات ضد هسته‌ای در تاریخ آلمان توصیف کردند و پلیس اعلام کرد که تنها در برلین ۱۰۰٬۰۰۰ نفر حضور داشتند. در شهرهای هامبورگ، مونیخ و کلن نیز تظاهرات گسترده‌ای برگزار شد. روزنامهٔ نیویورک تایمز نوشت: «اکثر آلمانی‌ها از دیرباز با انرژی هسته‌ای مخالف بوده‌اند، و فاجعه در نیروگاه فوکوشیما در ژاپن این مخالفت‌ها را تشدید کرده است». هزاران نفر از آلمانی‌ها در دوم آوریل ۲۰۱۱ با شرکت در تظاهرات سراسری خواستار پایان استفاده از انرژی هسته‌ای شدند. حدود ۷٬۰۰۰ نفر در برمن، و ۳٬۰۰۰ نفر در برابر دفتر مرکزی شرکت اروِه‌ئه در اسن دست به اعتراض زدند. تظاهرات کوچک‌تری نیز در سایر مناطق برگزار شد.
ائتلاف تحت رهبری صدراعظم آنگلا مرکل در ۳۰ مهٔ ۲۰۱۱ اعلام کرد که تمامی ۱۷ نیروگاه هسته‌ای آلمان تا سال ۲۰۲۲ تعطیل خواهند شد؛ این تصمیم تغییری اساسی در سیاست دولت پس از حادثه اتمی فوکوشیما در ژاپن بود. هفت نیروگاه در مارس همان سال به‌طور موقت تعطیل شده بودند و اکنون قرار شد به‌صورت دائمی از مدار خارج شوند. یک نیروگاه دیگر نیز که پیش‌تر از کار افتاده بود، همچنان غیرفعال باقی خواهد ماند. بین سال‌های ۲۰۱۱ تا ۲۰۱۴، آلمان برای جبران کاهش تولید برق هسته‌ای، مصرف زغال‌سنگ خود را افزایش داد و به میزان ۹٫۵ میلیون تن معادل نفت بیشتر سوزاند.
در نوامبر ۲۰۱۱، هزاران نفر از معترضان ضدهسته‌ای حرکت یک قطار حامل پسماند رادیواکتیو از فرانسه به آلمان را به تأخیر انداختند. درگیری‌ها و موانع متعدد باعث شد این سفر به کندترین مسیر انتقال پسماند از زمان آغاز این حملات سالانه در ۱۹۹۵ تبدیل شود. این نخستین محموله پس از فاجعهٔ هسته‌ای فوکوشیما در ژاپن بود که با اعتراضات گسترده‌ای در فرانسه نیز مواجه شد؛ جایی که فعالان محیط‌زیستی به تخریب ریل‌های قطار پرداختند. هزاران نفر نیز در آلمان مسیر قطار را مختل کردند و موجب شدند حرکت آن به‌شدت کند شود، به‌طوری‌که قطار برای طی مسافت ۱۲۰۰ کیلومتری (۷۴۶ مایل) به ۱۰۹ ساعت زمان نیاز داشت. بیش از ۲۰۰ نفر در این اعتراضات آسیب دیدند و چندین نفر نیز بازداشت شدند. در مارس ۲۰۱۲، در نخستین سالگرد فاجعهٔ فوکوشیما، تظاهرات ضدهسته‌ای گسترده‌ای در آلمان برگزار شد. به‌گفتهٔ برگزارکنندگان، بیش از ۵۰٬۰۰۰ نفر در شش منطقهٔ مختلف در این تظاهرات شرکت کردند.